# كرايغ بروير
كرايغ بروير (بالإنجليزية: Craig Brewer)‏ هو كاتب سيناريو ومنتج أفلام ومخرج أمريكي، ولد في 6 ديسمبر 1971 في فرجينيا في الولايات المتحدة.

## وصلات خارجية
- كرايغ بروير على موقع IMDb (الإنجليزية)
- كرايغ بروير على موقع مونزينجر (الألمانية)
- كرايغ بروير على موقع ألو سيني (الفرنسية)
- كرايغ بروير على موقع أول موفي (الإنجليزية)
- كرايغ بروير على موقع بوكس أوفيس موجو (الإنجليزية)
- كرايغ بروير على موقع قاعدة بيانات الأفلام السويدية (السويدية)
- كرايغ بروير على موقع قاعدة بيانات الفيلم (الإنجليزية)
- كرايغ بروير على موقع كينوبويسك (الروسية)